# Van Veeteren – Münsters fall
Münsters fall är en svensk thriller från 2005 i regi av Rickard Petrelius med Sven Wollter, Eva Rexed och Thomas Hanzon i huvudrollerna. Filmen, som släpptes direkt på video, hade svensk DVD-premiär den 14 december 2005.

## Handling
En död man flyter i land utmed en flod och Münster får fallet på sitt bord. Det visar sig att den döda mannen är en rik vinimportör som blivit slagen i huvudet av ett hårt föremål. Man misstänker genast mannens förra kompanjon, då de hade gått skilda vägar utan att vara sams om allting, plus att man finner en del bevis på hans båt som är av intresse för utredningen. Münster anser att fallet är avklarat och att man satt fast den som är skyldig, men när det börjar komma fram saker som vinimportörens familj inte vill ska avslöjas börjar Münster inse att fallet är mer komplicerat än vad han först trodde.

## Om filmen
- Filmen ingår i filmserien om Håkan Nessers kommissarie Van Veeteren där Sven Wollter åter spelar Van Veeteren.

## Skådespelare (i urval)
- Sven Wollter - Van Veeteren
- Thomas Hanzon - Münster
- Eva Rexed - Moreno
- Gustaf Hammarsten - Mauritz Leverkuhn
- Sten Johan Hedman - Johan Bonger
- Elisabet Carlsson - Irene Leverkuhn
- Philip Zandén - Reinhart
- Lars Göran Carlsson - Grass
- Karin Knutsson - Synn
- Pia Green - Marie-Louise Leverkuhn
- Pierre Tafvelin - Renberg
- Sven Angleflod - Krause
- Tobias Aspelin - Jung
- Mattias Malmgren - Lourens
- Ylva Lööf - Bachmann
- Kristian Lima de Faria - Bill Engel
- Lasse Petterson - Zimmer
- Gent Fredriksson - Erich Hillman
- Steve Aalam - Chad
- Viveca Dahlén - Sekreterare
- Niels Jensen - Lempel